# 柔嫩园蛛
柔嫩园蛛（学名：Araneus tenerius）为园蛛科园蛛属的动物。在中国大陆，分布于云南等地。该物种的模式产地在云南。